# Philipp Eduard Huschke
Philipp Eduard Huschke (ur. 26 czerwca 1801 w Hann. Münden, zm. 8 lutego 1886 we Wrocławiu) – niemiecki prawnik; nauczyciel akademicki związany z uniwersytetami w Getyndze i Wrocławiu.

## Życiorys
Urodził się w 1801 roku w Hann. Münden jako syn handlarza Carla Gottfrieda Huschke. Po zdaniu matury w 1817 roku podjął studia prawnicze na Georg-August-Universität w Getyndze po których ukończeniu podjął pracę jako nauczyciel akademicki. W 1822 roku otrzymał stanowisko privatdozenta. W 1824 roku przeniósł się do Rostocku na tamtejszy uniwersytet, gdzie został profesorem.
W 1826 roku przejął stanowisko profesora prawa na Królewskim Uniwersytecie Wrocławskim. W latach 1831–1832 i 1845-1846 był rektorem tej uczelni. 
Poza działalnością uczelniana angażował się w działalność Kościoła Ewangelicko-Luterańskiego w Prusach. Zmarł w 1886 roku we Wrocławiu.

## Ważniejsze publikacje
- Studien des römischen Rechts, 1830.
- Die Verfassung des Könige Servius Tullius, Heidelberg 1838.
- Über den Zensus zur Zeit der Geburt Jesu Christi, Berlin 1840.
- Über das Recht des Nexum und das alte römische Schuldrecht, Leipzig 1846.
- Über den Zensus und die Steuerverfassung der frühern römischen Kaiserzeit, Berlin 1847.
- Gaius, Beiträge zur Kritik und zum Verständnis seiner Institutionen, Leipzig 1855.
- Die oskischen und sabellischen Sprachdenkmäler, Elberfeld 1856.
- Die iguvischen Tafeln nebst der kleinern umbrischen Inschriften, Leipzig 1859.
- Jurisprudentiae antejustinianeae quae supersunt, Leipzig 1861.
- Das alte römische Jahr und seine Tage, Breslau 1869.
- Die multa und das sacramentum, Leipzig 1874.
- Das Recht der Publicianischen Klage, Stuttgart 1874.
- Zur Pandektenkritik, Leipzig 1875.
- Die neue Oskische Bleitafel, Leipzig 1880.
- Die jüngst aufgefundenen Bruchstücke aus Schriften römischer Juristen, Leipzig 1880.
- Die Lehre des römischen Rechts vom Darlehn, Stuttgart 1882.